# Ermesinde av Luxemburg
Ermesinde av Luxemburg, född 1186, död 1247, var regerande grevinna av Luxemburg från 1197 till 1247.  Hon efterträdde sin far Henrik IV av Luxemburg och var samregent med sina makar, Theobald I av Bar 1197-1214, och Waleran III av Limburg 1214-1226. Hon beskrivs som en effektiv administratör som gav stadsprivilegier till flera städer i sitt rike och ökade välståndet i sina domäner. Hon efterträddes av sin son Henrik V av Luxemburg.